# Vardøya
Vardøya ist eine Insel in der Kommune Vardø im norwegischen Fylke Finnmark. Vom Festland ist sie durch den Bussesundet getrennt. Auf der Insel wohnt der größte Teil der Bevölkerung von Vardø.
Vardøya besteht möglicherweise aus ursprünglich zwei ehemaligen Inseln, die im Mittelalter über eine schmale Verbindung in der Nähe des Rathauses, Valen genannt, verbunden wurden.
Die Insel erstreckt sich von Skagen im Norden bis Steilneset im Süden, wo der Vardøtunnel vom Festland her endet. Nördlich des Valen liegen die Anlegestelle der Hurtigruten sowie die Festungsmole im Westen und die Vestervågsmole im Osten. Südlich liegt die Festung Vardøhus.
Auf dem kleineren östlichen Inselteil Austøya liegt der Höhenzug Vårberget, auf dem seit 1952 in einem Sperrgebiet eine Station der Norwegischen Luftstreitkräfte liegt. Die nördliche Bucht von Austøya wird Vestervågen, die südliche Bucht Østervågen genannt.